# زند ستوديو
زند ستوديو (بالإنجليزية: Zend Studio)‏ هو بيئة تطوير متكاملة غير مجانية للغة بي إتش بي طُورت من قبل شركة زند تكنولوجيز.

## وصلات خارجية
- الموقع الرسمي.